# Göta hovrätts och Kammarrättens i Jönköping byggnad
Göta hovrätts och Kammarrättens i Jönköping byggnad är en domstolsbyggnad i Jönköping. Den uppfördes vid Slottskajen bredvid Bastionsparken på västra stranden av Munksjön under åren 2020–2023 för Göta hovrätt och Kammarrätten i Jönköping. Byggnaden ritades av Kjell Adamsson på Fojab. Det sex våningar höga huset inrymmer omkring 9.000 kvadratmeter, har tio förhandlingssalar och ger utrymme för 180 arbetsplatser. Byggnaden är granne med Polishuset i Jönköping, Jönköpings tingsrätt och Jönköpings hamnstation.

## Tidigare domstolslokaler
Göta hovrätt hade 1650–2023 sina lokaler i Göta hovrätts tidigare byggnad vid Hovrättstorget på Öster. Kammarrätten, som inrättades 1977, hade sedan 1993 sina lokaler i en fastighet i grannkvarteret på Slottsgatan vid Museiparken (tidigare Fisktorget).